# Pan-violette Koalition
Die Pan-Violette Koalition (chinesisch 泛紫聯盟 / 泛紫联盟, Pinyin Fànzǐ Liánméng) oder die Allianz der Fairness und Gerechtigkeit (公平正義聯盟 / 公平正义联盟,  Gōngpíng zhèngyì liánméng, englisch Alliance of Fairness and Justice, kurz AFJ – „Bündnis für Fairness und Gerechtigkeit“) ist eine Dachorganisation verschiedenen sozialaktiven Gruppen Taipehs. Die Koalition besteht aus neun gemeinnützigen Vereinen, welche sich für die Rechte unterprivilegierten soziale Gruppen in der Gesellschaft Taiwans einsetzen. Die Gesellschaftsbewegung ist ein soziales Bündnis, das Steuerprogression befürwortet, Sozialsicherungssysteme, Erziehungsreformen und die Gleichberechtigung der Geschlechter und Ethnien fordert. Der Initiator des Bündnisses ist der ehemaligen parlamentarische Abgeordnete Chien Hsi-chieh (簡錫堦) der DPP (Amtszeit 1996–2002). 
Die Namensgebung ist angelehnt an den Namen der zwei beiden politisch dominierenden Kräfte Taiwans, der Pan-Blauen Koalition und der Pan-Grünen Koalition. Dabei wirft die pan-violette Koalition den beiden politisch dominierenden Kräften vor, neben den jeweiligen Hauptzielen der Wiedervereinigung mit bzw. der formellen Unabhängigkeit von Festlandchina, die innenpolitische Probleme zu vernachlässigen und ethnische Gräben weiter zu vertiefen.

## Mitgliedsorganisationen
- Peacetime Foundation of Taiwan (台灣和平促進文教基金會)[2]
- The Alliance for Handicapped People (殘障聯盟)[3]
- The National Teachers' Association (全國教師會)[4]
- The Alliance for Old People's Welfare Promotion (老人福利推動聯盟)[5]
- The Parents' Association for Persons with Intellectual Disabilities (智障者家長總會)[6]
- Awakening Foundation (婦女新知 / 妇女新知,  Fùnǚ Xīnzhī) (Rechte der Frauen)[7]
- Eden Social Welfare Foundation (伊甸社會福利基金會)[8]
- Taiwan Labor Front (台灣勞工陣線)[9]
- The National Federation of Banks' Employees Union (銀行員工會全國聯合會)[10]